# Scotorythra apicalis
Scotorythra apicalis är en fjärilsart som beskrevs av Otto Herman Swezey 1948. Scotorythra apicalis ingår i släktet Scotorythra och familjen mätare. Inga underarter finns listade.